# Hemicentetes
Genre
Hemicentetes est un genre de mammifères insectivores de la famille des Tenrecidae. Les individus appartenant à ce genre sont appelés en français Hémicentètes ou Tenrecs zébrés, Atsora en malgache. Les deux espèces actuellement recensées sont endémiques de Madagascar.

## Description

### Caractéristiques
Le corps des tenrecs zébrés est massif et fait en moyenne 14 cm de long. Ils n'ont pas de queue. Le Tenrec zébré des terres basses est sensiblement plus gros que celui des hautes terres.   
Les deux espèces ont un corps couvert d'un mélange de piquants et de fourrure noire marquée de lignes claires longitudinales. Cette robe rayée a une fonction de mimétisme, soit pour ressembler aux petits de l'espèce Tenrec ecaudatus que l'instinct protecteur rend agressif vis-à-vis des intrus, soit de camouflage pendant qu'ils fouillent le sol à la recherche de nourriture.
Les deux espèces sont dotées de piquants détachables qui leur servent de moyen de défense.
De 7 à 16 piquants spécialisés forment un organe de communication : quand ces piquants sont frottés les uns contre les autres, ils émettent à hautes fréquences des stridulations aigües, à l'attention des autres individus du groupe et sans doute comme avertissement vis-à-vis des prédateurs.
Chez les deux espèces un cloaque sert à la fois pour la reproduction et l'élimination des déchets naturels. Elles ont aussi des molaires de type zalambdodonte : la dent possède une crevasse centrale en forme de lambda (Λ). Et enfin, leur colonne vertébrale est constituée d'un nombre de vertèbres plus important que d'habitude avec 20 à 21 vertèbres.
Les deux espèces ont 38 chromosomes et un métabolisme au repos très bas comparé aux autres espèces d'Euthériens de cette taille.

### Différenciation des espèces
Le Tenrec zébré des terres basses (Hemicentetes semispinosus) fréquente seulement les forêts tropicales humides tandis que Hemicentetes nigriceps est adapté aussi aux savanes des hauts plateaux.
Le Tenrec zébré des terres basses se reconnaît à la présence d'une rayure jaune qui se prolonge jusque sur la tête, rejoignant le bout du nez.

## Comportement

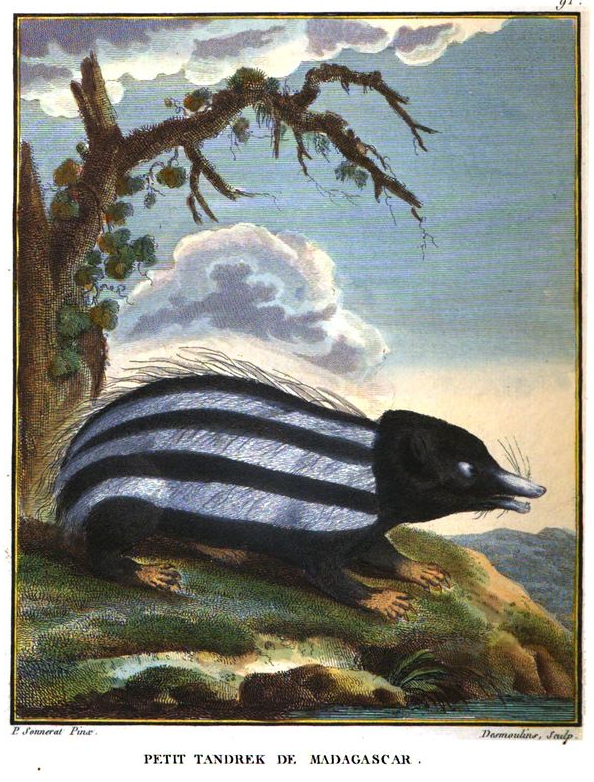
Tenrec zébré

Ce sont des espèces qui se nourrissent presque exclusivement de vers hormis quelques autres invertébrés. Ils frappent le sol avec leurs pattes de devant pour faire réagir les vers (comme le fait par exemple aussi le Merle noir). Le tenrec des hautes terres recherche sa nourriture de préférence dans les zones de rizières ou les champs de manioc.
Les deux espèces creusent un terrier fermé par un bouchon de feuilles. Le terrier sert à la fois pour se protéger des prédateurs et des écarts de température. 
Le tenrec des basses terres est plutôt diurne, creuse son terrier en forêt et peut y vivre seul ou le partager avec jusqu'à 23 individus en période de reproduction, tandis que le tenrec des hautes terres est de mœurs plutôt nocturnes et creuse des terriers moins profonds, en bordure de forêt ou dans les champs.
Les tenrecs zébrés intimident les intrus en érigeant leur collerette de piquants et en agitant la tête de haut en bas afin de l'empaler éventuellement sur ses piquants. Si l'intrus insiste l'animal va frapper le sol des antérieurs en attaquant. À part en période de reproduction, les individus ne sont pas agressifs entre eux qui font connaissance en se reniflant le nez.
Ils marquent leur territoire à l'aide de leurs déjections et marques odorantes.
En plus des stridulations obtenues par frottement de certains piquants, ils utilisent pour communiquer des claquements de langue, peut-être également utilisés comme une sorte d'écholocation. Des petits cris et grincements sont également perceptibles quand on les dérange, émis juste avant de hérisser leurs piquants.
Les deux espèces de tenrecs zébrés connaissent une période de torpeur, surtout en captivité. Ils n'entrent pas vraiment en hibernation mais alternent des périodes d'activité et de repos, surtout celui des terres basses qui va volontiers fouiller le sol en hiver.

### Reproduction
Leur couronne de piquants sert aussi aux femelles qui l'utilisent pour intimider les mâles quand elles ne sont pas réceptives, leur abandonnant des piquants plantés dans les parties génitales. Il arrive aussi que les mâles se battent entre eux pour une femelle.
Pour la courtiser, le mâle s'approche de la femelle en reniflant, le nez en l'air. S'il n'est pas repoussé il la renifle ensuite autour du cou et dans la zone du cloaque pendant que celle-ci lui mordille le nez.
Les femelles ne sont fertiles que durant la première année après la naissance. La période de reproduction correspond en principe à la période des pluies, c'est-à-dire de novembre à mai. Si les conditions hivernales sont favorables, la reproduction peut survenir toute l'année. L'ovulation a lieu après la copulation. La période de gestation dure en moyenne 55 à 58 jours.
Le tenrec zébré des terres basses met au monde des portées beaucoup plus nombreuses que celui des hautes terres. Une moyenne de 6,3 petits contre 1,3 pour Hemicentetes nigriceps. En captivité les portées sont encore plus nombreuses, 11 petits contre 4 pour l'espèce des hautes terres.
À la naissance, les petits pèsent environ 11 g et mesurent de 5,5 à 6,7 cm de long. Le petits naissent dépourvus de piquants mais ceux-ci apparaissent dans les 24 heures après la naissance. Le sevrage a lieu au bout de 25 jours et ils sont adultes à 40 jours. C'est très tôt par comparaison avec les autres tenrecs à piquants (Setifer setosus ou Echinops telfairi) qui ne sont pas adultes avant l'âge de 6 mois. La femelle de l'espèce des terres basses est même fertile plus tôt, vers 25 jours, et peut se reproduire dans la saison même de sa naissance. L'intervalle entre deux naissance est toutefois assez grand.
Les soins apportés à leur progéniture n'ont été observés qu'en captivité. La femelle prépare un nid en creux dans le sol du terrier, en s'aidant du museau. À la naissance elle nettoie soigneusement le nez des petits pour qu'ils puissent respirer convenablement et remplace la litière du nid. Le mâle participe en laissant les petits se blottir contre lui. Par la suite, la femelle ramènera au nid tout petit qui s'en éloigne trop. Quand ils sortent et que leur organe de stridulation est opérationnel, la femelle garde le contact par ce moyen pendant qu'elle fouille le sol à la recherche de nourriture.
On ignore encore combien de temps ces animaux vivent dans la nature, mais en captivité Hemicentetes nigriceps peut vivre jusqu'à 3 ans tandis que Hemicentetes semispinosus ne dépasse guère 30 mois.

## Interactions écologiques
Les principaux prédateurs de ces tenrecs sont un Boa, Boa dumerili, la Mangouste à queue annelée (Galidia elegans), le Fossa (Cryptoprocta ferox) et la Civette malgache (Fossa fossana). Les humains aussi capturent ces animaux à la main ou à l'aide de chiens pour consommer leur chair. Leurs moyens de défense sont avant tout la prudence, le mimétisme, leurs piquants et leur terrier.
Les ternecs des hautes terres et sans doute aussi ceux des terres basses, sont porteurs d'Anticorps de la peste bubonique et pourraient être des vecteurs potentiels de cette maladie
Ces tenrecs jouent un rôle positif dans l'élimination des vers dans leur zone d'habitat. On a aussi découvert une nouvelle espèce de Microsporidia présente dans une lésion affectant un tenrec des terres basses. Ces espèces pourraient aussi être exploitées dans des mini-élevages familiaux, comme source de viande comme on l'encourage déjà avec le Grand hérisson (Setifer setosus) ou le Tangue (Tenrec ecaudatus).

## Conservation des espèces
Les deux espèces de ce genre ne sont pas menacées.

## Nomenclature et systématique

### Liste d'espèces
Selon ITIS et MSW :
- Hemicentetes nigriceps Günther, 1875
- Hemicentetes semispinosus (G. Cuvier, 1798) - Tenrec zébré des terres basses[1]

### Classification
Hemicentetes nigriceps a été considéré comme une sous-espèce de Hemicentetes semispinosus mais d'autres études ont établi qu'il s'agissait bien d'une espèce à part entière,.
En 2000 on a trouvé des individus des deux espèces dans la forêt de Mahatsinjo ce qui confirme qu'il s'agit bien de deux espèces distinctes.